# Kyoko Kuroda
Pour les articles homonymes, voir Kuroda.
Kyoko Kuroda (黒田 今日子, Kuroda Kyoko), née le 8 mai 1970, est une joueuse internationale de football japonaise.

## Biographie
Le 12 janvier 1989, elle fait ses débuts dans l'équipe nationale japonaise contre la Finlande. Elle participe à la Coupe du Monde 1991. Elle compte 21 sélections et 7 buts en équipe nationale du Japon de 1989 à 1994.

## Statistiques
Le tableau ci-dessous présente les statistiques de Kyoko Kuroda en équipe nationale
| Équipe du Japon | Équipe du Japon | Équipe du Japon |
| Année           | Matchs          | Buts            |
| --------------- | --------------- | --------------- |
| 1989            | 4               | 6               |
| 1990            | 2               | 1               |
| 1991            | 11              | 0               |
| 1992            | 0               | 0               |
| 1993            | 0               | 0               |
| 1994            | 4               | 0               |
| Total           | 21              | 7               |

## Palmarès
- Finaliste de la Coupe d'Asie 1991
- Troisième de la Coupe d'Asie 1989